# Tore Svennberg
Olof Theodor (Tore) Svennberg, född 28 februari 1858 i Allmänna barnbördshuset, Stockholm, död 8 maj 1941 i Engelbrekts församling, Stockholm
, var en  svensk skådespelare, regissör och teaterchef.

## Biografi
Tore Svennberg var son till Josefina Adolfina Svennberg, och arbetade som ung som smedsgesäll, samt var en tid anställd vid gasverket. Han scendebuterade för Magda von Dolcke på Ladugårdslandsteatern i Stockholm 1877 som Landry i Charlotte Birch-Pfeiffers Syrsan. Därefter var han engagerad vid olika turnerande teatersällskap som Albergs, Novanders, Lindmarks med flera. 1888–1891 var han engagerad hos August Lindberg. 1891 gav han sig i sex månader ut på en studieresa i Europa, där han särskilt studerade tysk och österrikiskt skådespeleri. Efter att ha återkommit till Sverige startade han ett eget sällskap, samtidigt som han gjorde gästspel i Sverige och de andra skandinaviska länderna. Främst samarbetade han tillsammans med Julia Håkansson. I perioder var han även anställd vid Albert Ranfts teatrar, längst perioden 1905–1919, då han uppträdde omväxlande på Svenska Teatern och Vasateatern.
På Svenska Teatern spelade han i flera Strindbergsdramer såsom Göran Persson i Gustav Vasa och huvudrollen i Erik XIV 1899, advokaten i Ett drömspel 1907 och Edgar i Dödsdansen 1919. Han tolkade även många Ibsenroller: Helmer i Ett dockhem 1889, Hjalmar Ekdahl i Hedda Gabler 1891 och Borkman i John Gabriel Borkman 1897. 
År 1920 övergick Svennberg till Dramaten där han sedermera blev chef åren 1922 till 1928. Han lyckades attrahera publiken genom att satsa på klassiker och utländska nyheter. Svennberg medverkade även i filmer och spelade sin sista filmroll som 82-åring 1940 i Stål.  
Han var från 1905 gift med skådespelaren Karin Wiberg (1878–1950).

## Filmografi
- 1919 – Ingmarssönerna
- 1920 – Klostret i Sendomir
- 1921 – En vildfågel
- 1921 – Körkarlen
- 1922 – Vem dömer
- 1929 – Säg det i toner
- 1930 – Fridas visor
- 1933 – Vad veta väl männen?
- 1935 – Bränningar
- 1938 – En kvinnas ansikte
- 1940 – Stål

## Teater

### Roller (ej komplett)
| År   | Roll                        | Produktion                                                           | Regi                | Teater                       |
| ---- | --------------------------- | -------------------------------------------------------------------- | ------------------- | ---------------------------- |
| 1885 | Gregers Werle               | Vildanden Henrik Ibsen                                               | Konstantin Axelsson | Stora Teatern                |
| 1888 | Carl Wendell                | Hela verlden José Echegaray                                          |                     | August Lindbergs sällskap    |
| 1891 | Horatio                     | Hamlet William Shakespeare                                           |                     | Stora Teatern, Göteborg      |
| 1893 | Viktor Hoving, arkitekt     | Sylvi Minna Canth                                                    |                     | Svenska Teatern, Helsingfors |
| 1896 | Stern                       | Det stora förslaget Pehr Staaf                                       |                     | Vasateatern                  |
| 1898 | Chatillac                   | Marcelle Victorien Sardou                                            |                     | Vasateatern                  |
| 1898 | Skule Jarl                  | Kungsämnena Henrik Ibsen                                             | Harald Molander     | Vasateatern                  |
| 1898 | Fadern                      | Hemmet Hermann Sudermann                                             |                     | Vasateatern                  |
| 1898 |                             | Moder Jorden Max Halbe                                               |                     | Vasateatern                  |
| 1899 | Jöran Persson               | Gustav Vasa August Strindberg                                        |                     | Svenska teatern, Stockholm   |
| 1899 | Jöran Persson               | Erik XIV August Strindberg                                           |                     | Svenska teatern, Stockholm   |
| 1900 | Godsägare Ulfheim           | När vi döda vakna Henrik Ibsen                                       |                     | Svenska teatern, Stockholm   |
| 1900 |                             | Lavendel Arthur Wing Pinero                                          |                     | Svenska teatern, Stockholm   |
| 1900 | Jordan                      | Agnes Jordan Georg Hirschfeld                                        |                     | Svenska teatern, Stockholm   |
| 1900 | Niels Kagg                  | En lyckoriddare Harald Molander                                      |                     | Svenska teatern, Stockholm   |
| 1900 | Läraren                     | Provkandidaten Max Dreyer                                            |                     | Svenska teatern, Stockholm   |
| 1901 |                             | Folkungasagan August Strindberg                                      |                     | Svenska teatern, Stockholm   |
| 1901 | Tuppy                       | Solfjädern Oscar Wilde                                               |                     | Svenska teatern, Stockholm   |
| 1905 | Pancras Duif                | Kedjan Herman Heijermans                                             |                     | Vasateatern                  |
| 1906 | Gustaf                      | Fordringsägare August Strindberg                                     |                     | Vasateatern                  |
| 1906 | Hans Fjordby                | Stadens stolthet Gustav Wied                                         |                     | Vasateatern                  |
| 1906 | Bankir Willing              | Spindelväven Thore Blanche                                           |                     | Vasateatern                  |
| 1906 | Lord Darlington             | Solfjädern Oscar Wilde                                               |                     | Vasateatern                  |
| 1906 | Teteroff                    | Småborgare Maksim Gorkij                                             |                     | Svenska teatern, Stockholm   |
| 1906 | Golaud                      | Pelléas och Mélisande Maurice Maeterlinck                            |                     | Svenska teatern, Stockholm   |
| 1907 | Helmer                      | Ett dockhem Henrik Ibsen                                             |                     | Svenska teatern, Stockholm   |
| 1907 | Advokaten                   | Ett drömspel August Strindberg                                       |                     | Svenska teatern, Stockholm   |
| 1907 | John Tanner                 | Mannen och hans överman George Bernard Shaw                          |                     | Svenska teatern, Stockholm   |
| 1907 | Herodes                     | Johannes Hermann Sudermann                                           |                     | Svenska teatern, Stockholm   |
| 1908 | Leontes                     | En vintersaga William Shakespeare                                    |                     | Svenska teatern, Stockholm   |
| 1908 | Bengt Lidner                | Två konungar Ernst Didring                                           |                     | Svenska teatern, Stockholm   |
| 1908 | Jacques Brachard            | Simson Henry Bernstein                                               |                     | Svenska teatern, Stockholm   |
| 1908 | Doktorn                     | Karen Borneman Hjalmar Bergstrøm                                     |                     | Svenska teatern, Stockholm   |
| 1909 | Assessor Richter            | Den röda hanen Palle Rosenkrantz                                     |                     | Svenska teatern, Stockholm   |
| 1909 | James Blenkinsop            | Mrs Dot W. Somerset Maugham                                          | Karl Hedberg        | Svenska teatern, Stockholm   |
| 1909 | Ivar Blå                    | Bjälbojarlen August Strindberg                                       | Victor Castegren    | Svenska teatern, Stockholm   |
| 1909 | Robert Smith, kloakarbetare | Tjänaren i huset Charles Rann Kennedy                                | Victor Castegren    | Svenska teatern, Stockholm   |
| 1909 | Generalen                   | Djävulens lärjunge George Bernard Shaw                               | Karl Hedberg        | Svenska teatern, Stockholm   |
| 1909 | Karl Moor                   | Rövarbandet Friedrich von Schiller                                   |                     | Svenska teatern, Stockholm   |
| 1910 |                             | Ybeck Ludvig Nordström                                               |                     | Svenska teatern, Stockholm   |
| 1910 | Luffaren                    | Karlavagnen Tor Hedberg                                              |                     | Svenska teatern, Stockholm   |
| 1910 | Peter den store             | Nils Ehrensköld Gustaf von Horn                                      |                     | Svenska teatern, Stockholm   |
| 1910 | Statsministern              | Örnarna Ernst Didring                                                | Karl Hedberg        | Svenska teatern, Stockholm   |
| 1910 |                             | De ungas förbund Henrik Ibsen                                        |                     | Svenska teatern, Stockholm   |
| 1910 |                             | Konserten Hermann Bahr                                               |                     | Svenska teatern, Stockholm   |
| 1911 | Buttler                     | Wallenstein Friedrich Schiller                                       | Gunnar Klintberg    | Svenska teatern, Stockholm   |
| 1912 | Jöran Persson               | Gustav Vasa August Strindberg                                        |                     | Svenska teatern, Stockholm   |
| 1912 | Polismästaren               | Höga rättvisan Lothar Schmidt                                        | Sven Söderman       | Svenska teatern, Stockholm   |
| 1912 | Petronius                   | Quo Vadis? Henryk Sienkiewicz                                        |                     | Svenska teatern, Stockholm   |
| 1912 |                             | De fem frankfurtarna Carl Rössler                                    |                     | Svenska teatern, Stockholm   |
| 1914 | Talbot                      | Jungfrun av Orléans Friedrich Schiller                               |                     | Svenska teatern, Stockholm   |
| 1914 | Hertigen                    | Svanevit August Strindberg                                           | Victor Castegren    | Svenska teatern, Stockholm   |
| 1917 | Walter Raleigh              | Kring drottningen Brita von Horn                                     | Gunnar Klintberg    | Svenska teatern, Stockholm   |
| 1919 | Kungen                      | Kungen Emmanuel Arène, Gaston Arman de Caillavet och Robert de Flers | Gunnar Klintberg    | Svenska teatern, Stockholm   |
| 1920 | Markis von Keith            | Markis von Keith Frank Wedekind                                      | Karl Hedberg        | Dramaten                     |
| 1920 | Des Prunelles               | Låt oss skiljas Victorien Sardou och Émile de Najac                  | Karl Hedberg        | Dramaten                     |
| 1921 | Ernest Mc Intyre            | Vi mördare Guðmundur Kamban                                          | Karl Hedberg        | Dramaten                     |
| 1921 | Edgar                       | Dödsdansen August Strindberg                                         | Gustaf Linden       | Dramaten                     |
| 1921 | Kapten Shatover             | Villa Hjärtedöd George Bernard Shaw                                  | Karl Hedberg        | Dramaten                     |
| 1921 | Cajus Duhr                  | Mästaren Hermann Bahr                                                | Gustaf Linden       | Dramaten                     |
| 1922 | Giulio Scarli               | Stulen lycka Giuseppe Giacosa                                        | Tore Svennberg      | Dramaten                     |
| 1922 | Biskopen                    | Skuggorna Jean Sarment                                               | Tore Svennberg      | Dramaten                     |
| 1923 | Armas Fager                 | Den stora rollen Runar Schildt                                       | Tore Svennberg      | Dramaten                     |
| 1924 | Henri                       | Älska Paul Géraldy                                                   | Tore Svennberg      | Dramaten                     |
| 1924 | Leontes                     | En vintersaga William Shakespeare                                    | Karl Hedberg        | Dramaten                     |
| 1925 | Direktören                  | Sex roller söker en författare Luigi Pirandello                      | Tore Svennberg      | Dramaten                     |
| 1926 | Garpen                      | Främlingen Sven Åkerberg                                             | Olof Molander       | Dramaten                     |
| 1928 | Crainquebille               | Crainquebille Anatole France                                         | Per Lindberg        | Dramaten                     |
| 1928 | Ulrik Brendel               | Rosmersholm Henrik Ibsen                                             | Per Lindberg        | Dramaten                     |
| 1928 | Farfar Meng                 | "Patrasket" Hjalmar Bergman                                          | John W. Brunius     | Oscarsteatern                |

### Regi (ej komplett)
| År   | Produktion                     | Upphovsmän        | Teater   |
| ---- | ------------------------------ | ----------------- | -------- |
| 1922 | Stulen lycka Tristi Amori      | Giuseppe Giacosa  | Dramaten |
| 1922 | Skuggorna                      | Jean Sarment      | Dramaten |
| 1922 | Den starkare                   | August Strindberg | Dramaten |
| 1923 | Påsk                           | August Strindberg | Dramaten |
| 1923 | Den stora rollen               | Runar Schildt     | Dramaten |
| 1924 | Älska                          | Paul Géraldy      | Dramaten |
| 1925 | Sex roller söker en författare | Luigi Pirandello  | Dramaten |
| 1926 | Breven med utländska frimärken | Ilja Surgutsjov   | Dramaten |
| 1927 | Juno och påfågeln              | Sean O'Casey      | Dramaten |

## Rollporträtt

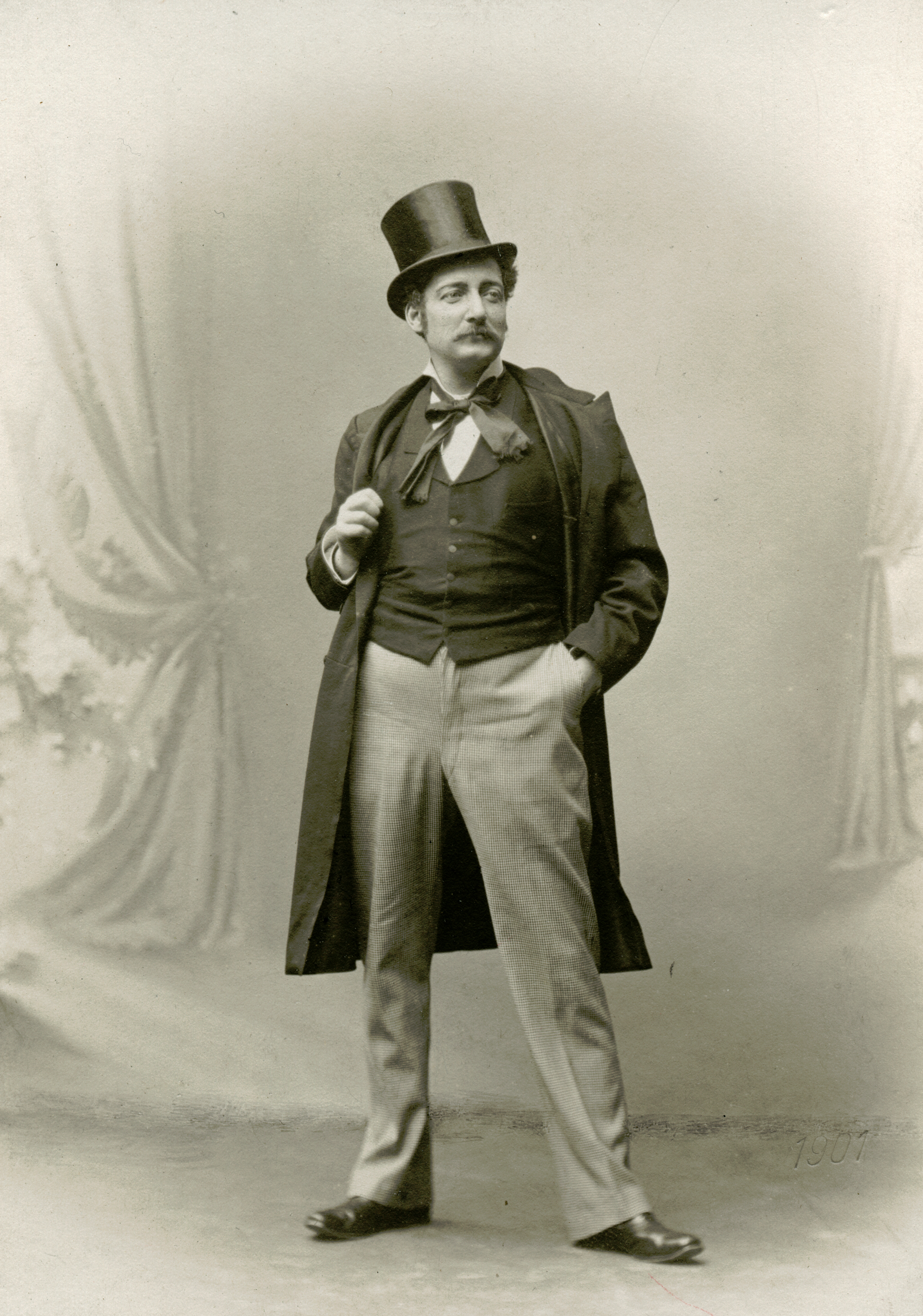
Som Stensgård i De ungas förbund, Svenska teatern, Stockholm 1901
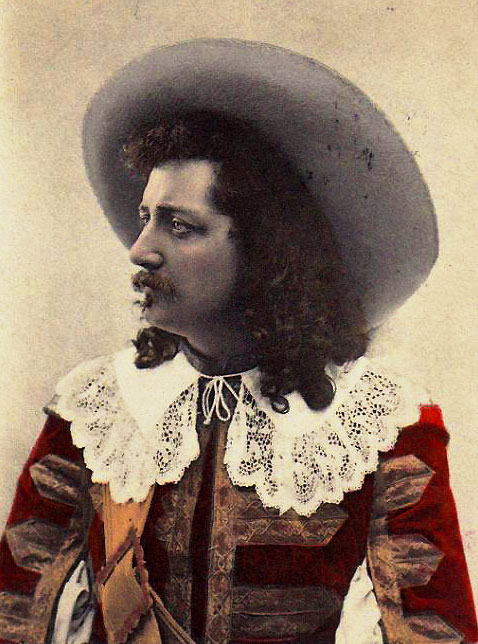
Som d'Artagnan i De tre musketörerna
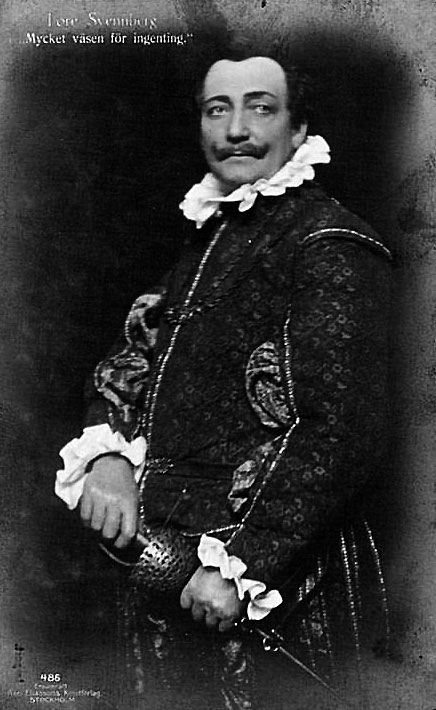
I Mycket väsen för ingenting
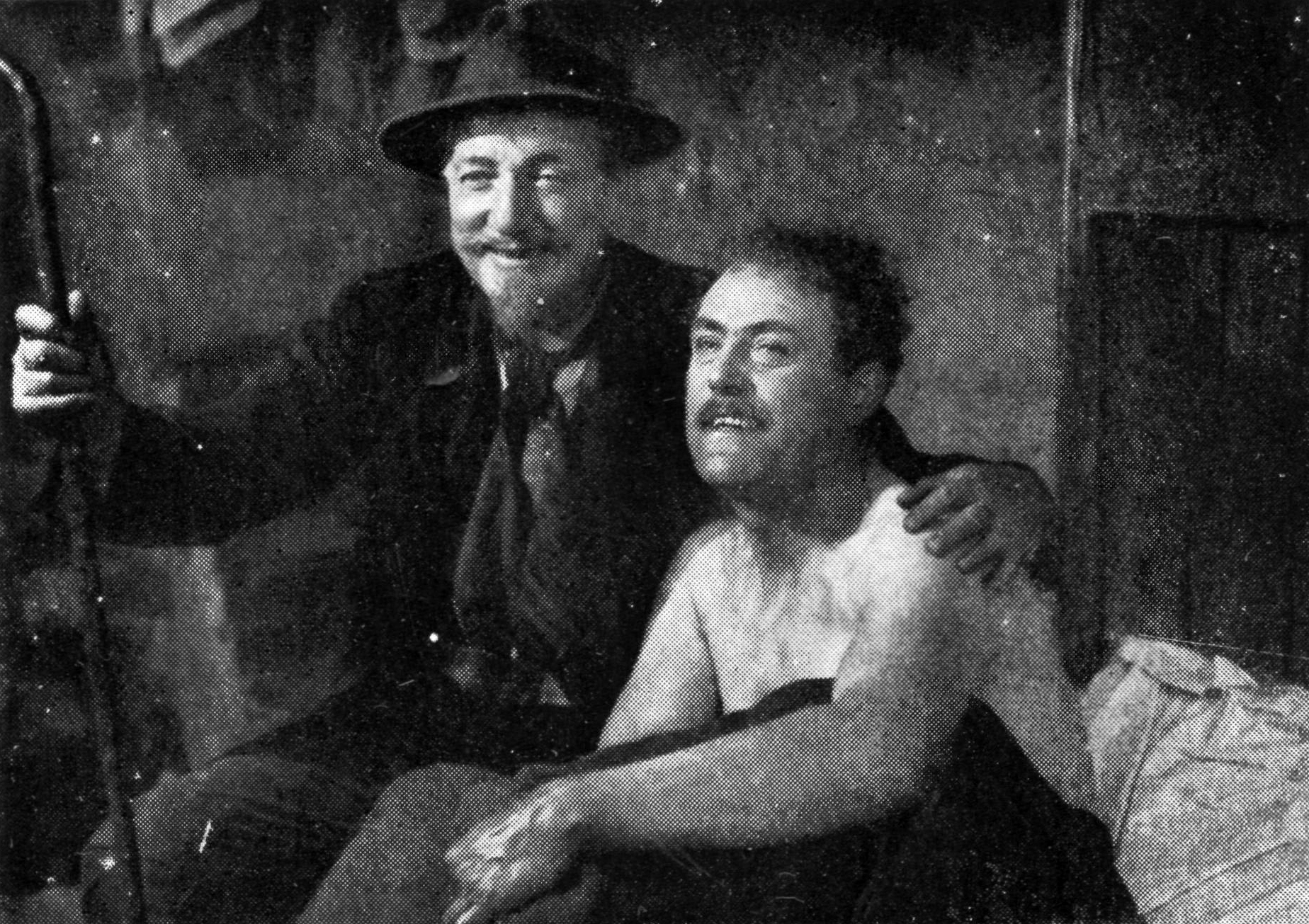
Svennberg och Victor Sjöström i Körkarlen

- Ericson Uno, Engström Klas, red (1993). Myggans nöjeslexikon: ett uppslagsverk om underhållning. 13, Rundr-Tall. Höganäs: Bra böcker. sid. 223. Libris 7665091. ISBN 91-7752-271-0